# Serie B 2020-2021 (hockey in-line)
La Serie B 2020-2021 è la 23ª edizione del campionato italiano di secondo livello di hockey in-line. Il torneo ha avuto inizio il 17 ottobre 2020 e si è concluso il 15 maggio 2021.
Il torneo è stato conquistato dall'Edera Trieste per la seconda volta nella sua storia conseguendo la promozione in Serie A 2021-2022.

## Squadre partecipanti
- Castelli Romani
- Corsari Riccione
- CVS Civitavecchia
- Edera Trieste
- Invicta Modena

- Libertas Forlì
- Mammuth Roma
- Old Style Torre Pellice
- Tergeste Tigers

## Stagione regolare

### Classifica finale
|  | Pos. | Squadra                 | Pt | G  | V  | VR | PR | P  | GF  | GS  | DR  |
|  | ---- | ----------------------- | -- | -- | -- | -- | -- | -- | --- | --- | --- |
|  | 1.   | Edera Trieste           | 45 | 16 | 15 | 0  | 0  | 1  | 133 | 46  | +87 |
|  | 2.   | Tergeste Tigers         | 45 | 16 | 15 | 0  | 0  | 1  | 126 | 48  | +78 |
|  | 3.   | Old Style Torre Pellice | 32 | 16 | 10 | 1  | 0  | 5  | 72  | 32  | +40 |
|  | 4.   | CVS Civitavecchia       | 23 | 16 | 5  | 3  | 2  | 6  | 71  | 92  | -21 |
|  | 5.   | Libertas Forlì          | 23 | 16 | 5  | 4  | 0  | 7  | 81  | 80  | +1  |
|  | 6.   | Invicta Modena          | 15 | 16 | 4  | 1  | 1  | 10 | 41  | 81  | -40 |
|  | 7.   | Corsari Riccione        | 12 | 16 | 3  | 0  | 3  | 10 | 53  | 76  | -23 |
|  | 8.   | Castelli Romani         | 11 | 16 | 4  | 0  | 2  | 10 | 47  | 96  | -49 |
|  | 9.   | Mammuth Roma            | 7  | 16 | 2  | 0  | 1  | 13 | 45  | 118 | -73 |

Legenda:
  Squadra ammessa ai play-off promozione.
      Promosso in Serie A 2021-2022.
      Retrocesse in Serie C 2021-2022.
Note:
Tre punti a vittoria, due per la vittoria ai tempi supplementari/tiri di rigore, uno per la sconfitta ai tempi supplementari/tiri di rigore, zero a sconfitta.
In caso di arrivo di due o più squadre a pari punti, la graduatoria finale è stilata secondo la classifica avulsa tra le squadre interessate che prevede, in ordine, i seguenti criteri:
- punti negli scontri diretti;
- differenza reti negli scontri diretti;
- differenza reti generale;
- reti realizzate in generale;
- sorteggio.

Castelli Romani penalizzato di tre punti.

## Play-off promozione
|  | Quarti di finale | Quarti di finale        | Quarti di finale        | Quarti di finale | Quarti di finale |  |  | Semifinali | Semifinali              | Semifinali        | Semifinali      | Semifinali |   |   | Finale | Finale        | Finale | Finale | Finale |  |
|  |                  |                         |                         |                  |                  |  |  |            |                         |                   |                 |            |   |   |        |               |        |        |        |  |
|  |                  |                         |                         |                  |                  |  |  |            |                         |                   |                 |            |   |   |        |               |        |        |        |  |
|  |                  |                         |                         |                  |                  |  |  | 1          | Edera Trieste           | Edera Trieste     | 9               | 8          |   |   |        |               |        |        |        |  |
|  | 4                | CVS Civitavecchia       | 2                       | 6                | 6                |  |  | 4          | CVS Civitavecchia       | CVS Civitavecchia | 0               | 2          |   |   |        |               |        |        |        |  |
|  | 5                | Libertas Forlì          | 6                       | 5                | 5                |  |  |            |                         |                   |                 |            |   |   | 1      | Edera Trieste | 6      | 6      | 5      |  |
|  |                  |                         |                         |                  |                  |  |  |            |                         | 2                 | Tergeste Tigers | 7          | 3 | 2 |        |               |        |        |        |  |
|  |                  |                         |                         |                  |                  |  |  | 2          | Tergeste Tigers         | 4                 | 3               | 5          |   |   |        |               |        |        |        |  |
|  | 3                | Old Style Torre Pellice | Old Style Torre Pellice | 2                | 1                |  |  | 3          | Old Style Torre Pellice | 6                 | 2               | 4          |   |   |        |               |        |        |        |  |
|  | 6                | Invicta Modena          | Invicta Modena          | 1                | 0                |  |  |            |                         |                   |                 |            |   |   |        |               |        |        |        |  |

## Verdetti
| Verdetto            | Club          |
| ------------------- | ------------- |
| Promosse in Serie A | Edera Trieste |